# 비니시우스 로페스
비니시우스 시우바 로페스 소투(포르투갈어: Vinícius Silva Lopes Souto, 1988년 1월 29일 ~ )는 흔히 비니시우스 로페스라고 불리는 브라질의 프로 축구 선수이다. 포지션은 공격수이다.

## 클럽 경력
로페스는 크루제이루에서 선수 생활을 시작했다. 2008년 1월 고향을 떠나 스웨덴의 BK 헤켄으로 이적하여 3시즌 동안 48경기에서 8골을 넣었다. 2011년 2월 20일 광주 FC로 이적하였다. 2011년 3월 12일 수원 삼성 블루윙즈와의 경기에서 73분 김동섭을 대신해 투입되면서 데뷔전을 치렀다.